# カッシン・ヤング (駆逐艦)
カッシン・ヤング（USS Cassin Young, DD-793）はアメリカ海軍のフレッチャー級駆逐艦。
艦名は、真珠湾攻撃で被弾大破した工作艦「ヴェスタル」艦長としての英雄的活躍で名誉勲章を受章し、1942年秋の第三次ソロモン海戦の際に重巡洋艦「サンフランシスコ」艦長として戦死したカッシン・ヤング大佐にちなむ。
1943年に就役し、レイテ沖海戦や沖縄戦を含む第二次世界大戦の作戦への従事した後に退役したが、朝鮮戦争のために再就役し1960年まで活動を続けた。現在、記念艦として保存され、マサチューセッツ州ボストン海軍工廠の、帆船「コンスティチューション」のすぐ傍に停泊している。1986年、海上で現存している希少なフレッチャー級駆逐艦4隻の内の1隻としてアメリカ合衆国国定歴史建造物に指定された。

## 艦歴
1943年9月12日、「カッシン・ヤング」はカリフォルニア州サンペドロのベスレヘム造船でヤング大佐夫人のエリナーによって進水。1943年12月31日にE.T. シュライバー中佐の指揮下就役した。

### 1944年

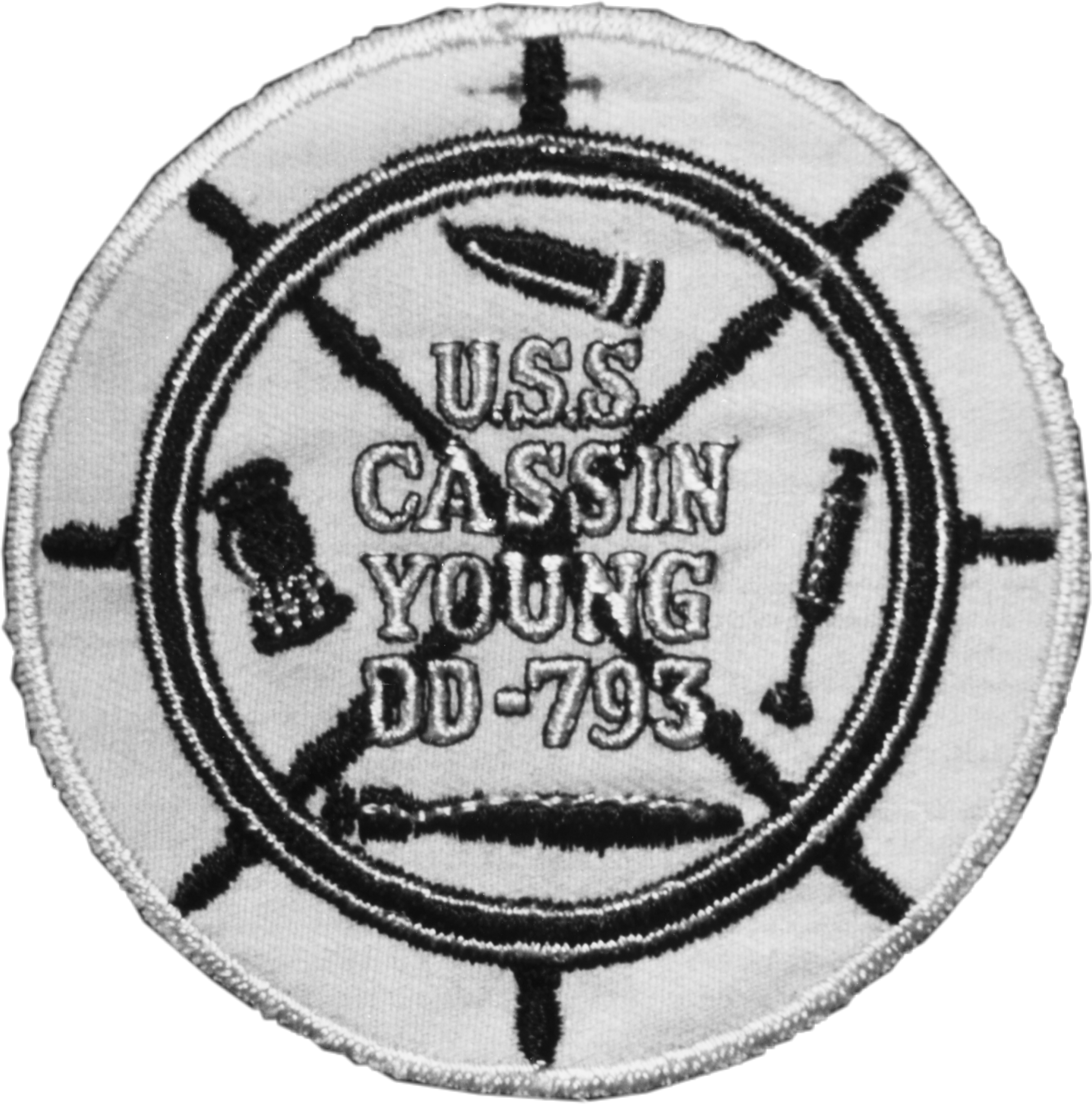
「カッシン・ヤング」のエンブレム。1960年頃。

1944年3月19日、「カッシン・ヤング」は真珠湾に到着して訓練を完了させ、その後マヌス島に向かい、高速空母任務部隊に合流した。4月28日、艦隊はトラック島、ウォレアイ環礁、サタワン環礁、そしてポンペイ島にある日本軍の本拠地を攻撃すべく航空隊を発艦させた。その間、「カッシン・ヤング」は敵の反撃を警戒する索敵艦として活動した。
マジュロに戻り、更に真珠湾で更なる訓練を行った後、6月11日にエニウェトク環礁に向かい、4日後のサイパン侵攻における護衛任務のため護衛空母の部隊に合流した。他にもレーダーピケット任務や護衛任務に従事し、更には沿岸部への火力支援も行った。激戦となったサイパン島の戦いでは、「カッシン・ヤング」の護衛部隊が同島への攻撃を行い、同様に、テニアン島やロタ島、グアム島に対し日本軍の飛行場を制圧するため強襲した。その後テニアン島やグアム島に行われた攻撃を支援する同様の作戦に従事した。これは「カッシン・ヤング」が補給のためエニウェトク環礁に帰投する8月13日まで続いた。
1944年の8月29日から10月2日にかけ、「カッシン・ヤング」は第38.3任務群の空母を護衛した。空母から飛び立った攻撃機隊はペリリュー島やミンダナオ島、そしてルソン島の目標を攻撃した。これはフィリピン奪還の布石であるペリリュー島への攻撃を支援するためであった。その後任務を終えてウルシー環礁に帰投したが、フィリピン島攻略のスケジュールの前倒しに伴う任務のため、僅か4日後の10月6日に第38.3任務群と共に出撃した。 スケジュールの最初に行われたのは、沖縄、ルソン島、そして台湾への空襲であった。これをきっかけに10月10日から13日にかけて勃発した台湾沖航空戦において、第38任務部隊の空母の力を打破せんとする日本軍の試みは徒労に終わった。10月14日、攻撃機1機が機銃で「カッシン・ヤング」の乗組員5人を負傷させ、特攻により軽巡洋艦「リノ」に損傷を与えた。この戦闘で「カッシン・ヤング」は共同で7機の航空機を撃墜した。

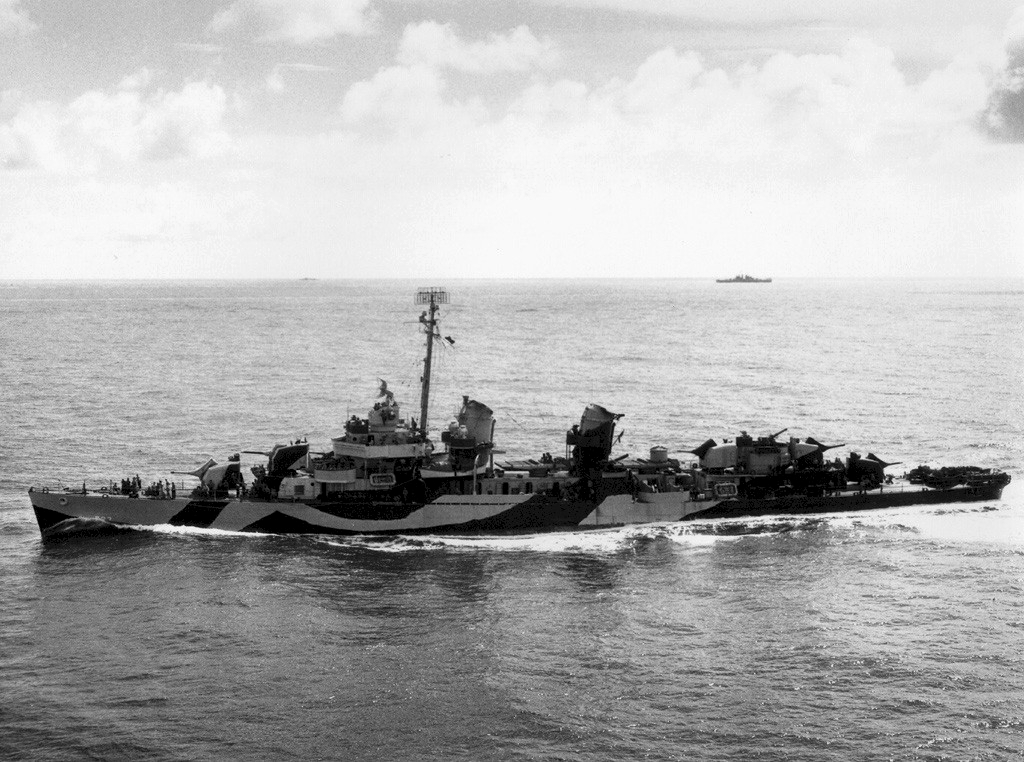
1944年、太平洋上の「カッシン・ヤング」。迷彩塗装（メジャー32デザイン7D）が施されている。

1944年10月18日、第38任務部隊はルソン島の東へ進行し日本軍の飛行場を無力化するべく攻撃隊を発艦させた。これは2日後に迫ったレイテ島侵攻の前段階であった。「カッシン・ヤング」は最初の着艦に備えて待機した後、10月23日にレイテ湾の方へ進行した事が判明している日本軍の索敵を開始した。翌日、攻撃隊の発艦に備えサンベルナルジノ海峡へ進んだ。レイテ沖海戦に伴って最も激しく戦果が大きい空襲が発生し、10月24日9時38分には空母「プリンストン」が敵爆撃機の攻撃を受けた。「カッシン・ヤング」は第38.3任務部隊に再び合流し、北にいる日本軍の艦隊を攻撃するべく北へ急行した。これは10月25日のエンガノ岬沖海戦に発展し、激しい空襲により日本軍の空母4隻と駆逐艦1隻が沈んだ。

### 1945年
「カッシン・ヤング」はレイテ島制圧を支援する作戦に従事し続け、同伴した空母は沖縄や台湾、ルソン島の日本軍基地を攻撃するべく広範囲で活動した。「カッシン・ヤング」はウルシー環礁を母港とし、1945年の1月の間、南シナ海にて空母を護衛した。台湾やルソン島、カムラン湾、香港、広東、そして南西諸島を徹底的に空襲したこの作戦はルソン島侵攻を支援するためであった。ウルシー環礁での短期間の整備により、2月19日開始の硫黄島侵攻を支援する様々な作戦の準備が整った。その作戦では本州や沖縄への空襲、沖ノ鳥島への砲撃、硫黄島近海の掃討等が行われた。
沖縄戦への配備に先立ってウルシー環礁で短い修理を行った「カッシン・ヤング」は、3月22日にウルシー環礁を出航した。硫黄島侵攻前の大規模な対地砲撃の後、硫黄島沿岸で機雷除去チームの支援を行った。侵攻が開始された4月1日、「カッシン・ヤング」は戦闘地域に火力支援を行い、その後レーダーピケット任務に就いた。4月6日、神風特別攻撃隊の最初の攻撃（菊水一号作戦）を受けるが、これに耐えた。戦闘後、撃沈された2隻の駆逐艦の生存者を救助した。
4月12日正午、「カッシン・ヤング」は神風特攻隊の大規模な波状攻撃に見舞われた。砲撃で5機の特攻機を撃墜したが、6機目が船体からわずか50フィート (15 m) の直上で爆発し、前檣に衝突した。これほどの攻撃を受けたにも拘らず、犠牲は58名の重傷者と1名の犠牲者にとどまった。「カッシン・ヤング」は損傷を受けながらも自力で慶良間列島を突破した。ウルシー環礁で修理を受けた後、5月31日に沖縄に戻りレーダーピケット任務に再び就いた。
神風攻撃隊の空襲が続く中、「カッシン・ヤング」はマリアナ行きの短い護衛任務2回分の間だけ一休みした。7月28日、部隊は再び日本軍の主目標となり、神風攻撃隊の特攻により駆逐艦1隻が撃沈、もう一隻が大破した。交戦の最中、「カッシン・ヤング」は2機の撃墜を支援し、沈んだ艦から生存者を救助した。翌日、2度目の攻撃を受けた。低空飛行の航空機が右舷に衝突し、火器管制室が破壊された。巨大な爆発により艦中央部が炎に包まれたが、乗組員の働きにより何とかエンジンを回復させて鎮火し、20分も経たずして慶良間列島の安全圏に艦を退避させた。この攻撃により45名が負傷し、22名が戦死した。沖縄戦役のレーダーピケット任務における果敢な活躍と勇敢さが認められ、カッシン・ヤングは海軍殊勲部隊章を受章した。

### 1946年
8月8日、「カッシン・ヤング」は沖縄を離れ、修理のため帰路に着いた。カリフォルニア州サンペドロの母港に帰投してオーバーホールを受け、退役した後、1946年5月28日にサンディエゴの予備艦隊へ移された。

### 1951年 – 1960年

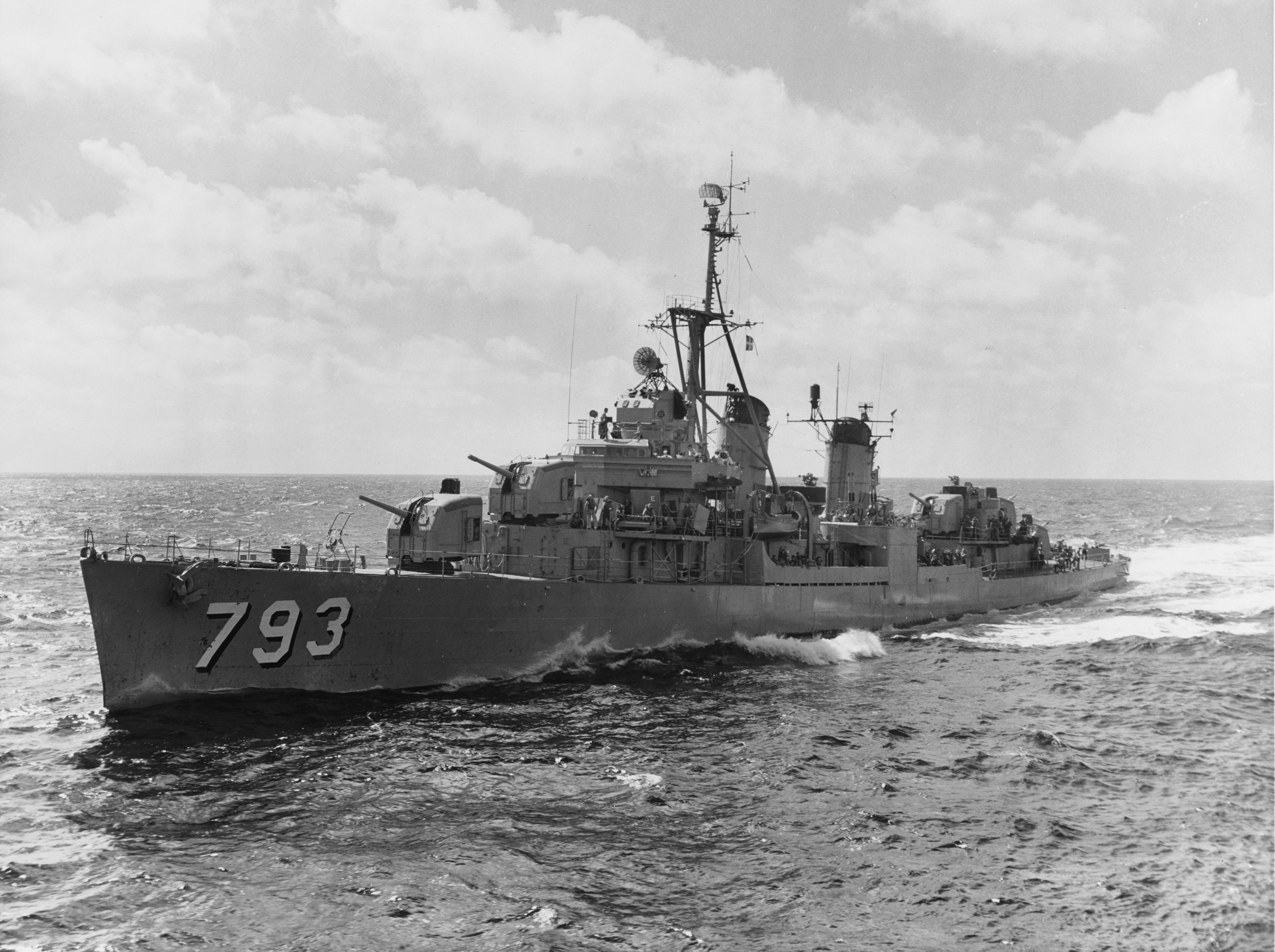
1958年1月14日撮影の「カッシン・ヤング」。ヘッジホッグ対潜迫撃砲の搭載やメインマストが三脚式に更新される等の改良が施されている。

1951年9月8日に再就役し、1952年1月4日にサンディエゴを出航して、新しい母港であるロードアイランド州ニューポートへ向かった。1952年9月、「カッシン・ヤング」はオーバーホールを受けるためボストン海軍工廠の乾ドックに入渠した。この時の改装で近代化改修が行われ、対潜迫撃砲ヘッジホッグ2基とMk 32 短魚雷発射管2基が搭載され、21インチ魚雷発射管1基が取り外された。また、2連装40mm機関砲4基が4連装2基に換装された。前部のマストは、改良されたレーダーやシステムの搭載のため三脚マストに換装された。
フロリダ沖での対潜演習の前段階として、1953年の5月7日から6月12日にかけカリブ海にて試運転と慣熟訓練が行われた。9月16日から11月30日にかけ、地中海にて、第6艦隊との初めての任務を行った。1954年の初めにカリブ海で行われた他の試運転や演習の後、「カッシン・ヤング」は世界一周のため5月3日にニューポートを出港した。これは西太平洋における第7艦隊との演習や、韓国沖での哨戒、そして極東や地中海の港への親善訪問を含んでいた。ニューポートに帰投したのは11月28日の事であった。それから1960年までの「カッシン・ヤング」の任務は、カリブ海およびアメリカ東海岸沖における演習や、1956年および1956年から1957年の冬における地中海での航海、1958年のヨーロッパ西岸の港への巡航を含んでいた。最後の海外派遣の最中、舵の問題が発見されたためフランスの乾ドックに入渠した。その時点で、修理費は老朽艦の維持費を上回っていた。1960年2月6日、退役のためノーフォーク海軍造船所に到着した。1960年2月29日、フィラデルフィアのNISMF (Naval Inactive Ship Maintenance Facility) での長期保管に移された。

### 1974年～現在

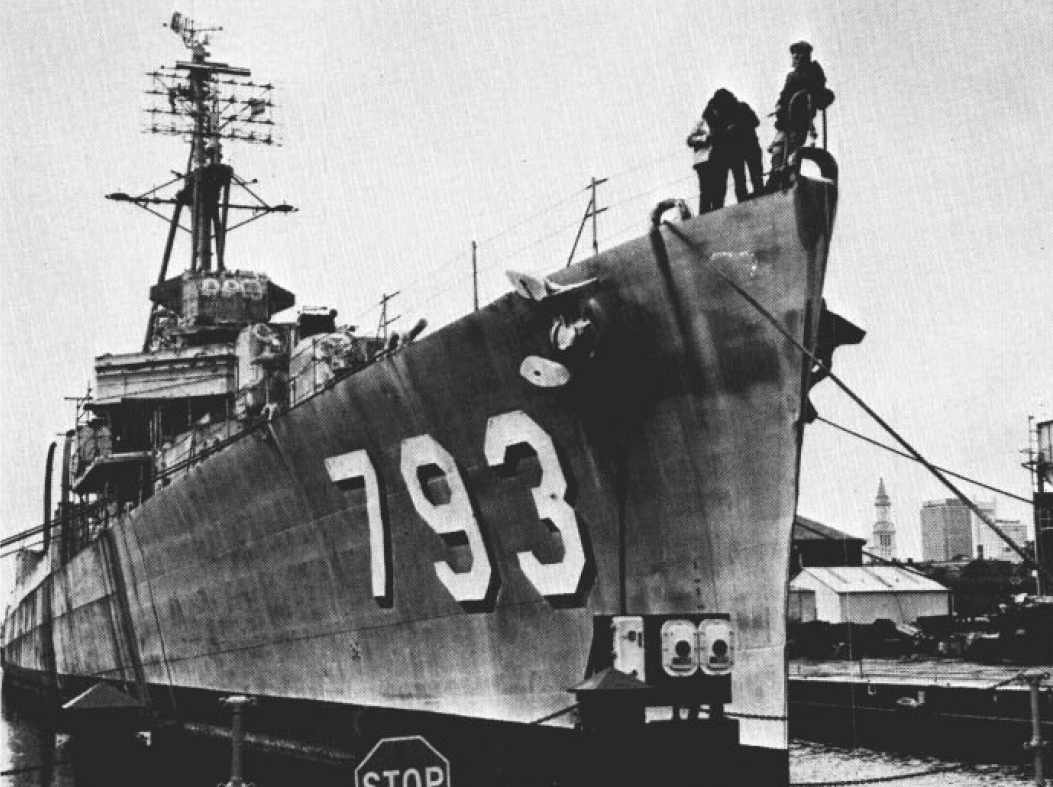
1978年、ボストンに到着した「カッシン・ヤング」。

1974年12月1日に海軍船舶登録簿から除籍された。アメリカ海軍は「カッシン・ヤング」を国立公園局に無期限貸与した。これは、ボストン国立歴史公園の一部である元ボストン海軍工廠で、帆船「コンスティチューション」の隣に停泊して記念艦として保存するためであった。1978年6月15日に公園に到着し、1981年に一般公開を開始した。現在は国立公園局とボランティアによって維持・運営されている。1986年、第二次世界大戦においてアメリカが生み出した最も姉妹艦の多い駆逐艦であるフレッチャー級駆逐艦の良い保存例として、アメリカ合衆国国家歴史登録財とアメリカ合衆国国定歴史建造物に指定された。
2010年7月下旬、「カッシン・ヤング」は乾ドックへの入渠の準備のため閉館した。2010年8月9日、船体の修理のため30年前にボストンに来て以来初めてとなる、ボストン国立歴史公園の乾ドックに入渠した。2012年9月4日、請負業者による船体の最終修理のため公開が中止された。2013年5月14日、第一埠頭に戻った。2013年6月4日、チャールズタウンにて修理を行うため、ボストン東部のボストン・ハーバー造船所に移動した。そして2013年秋に博物館の埠頭に戻った。
他に次の3隻のフレッチャー級駆逐艦が記念艦として保存されている。
- USS ザ・サリヴァンズ(DD-537)（ニューヨーク州バッファロー）
- USS キッド (DD-661)（ルイジアナ州バトン・ルージュ）
- USS チャレット米国から移籍・改名したギリシャ海軍駆逐艦「ヴェロス」としてテッサロニキに保存。

## 栄典

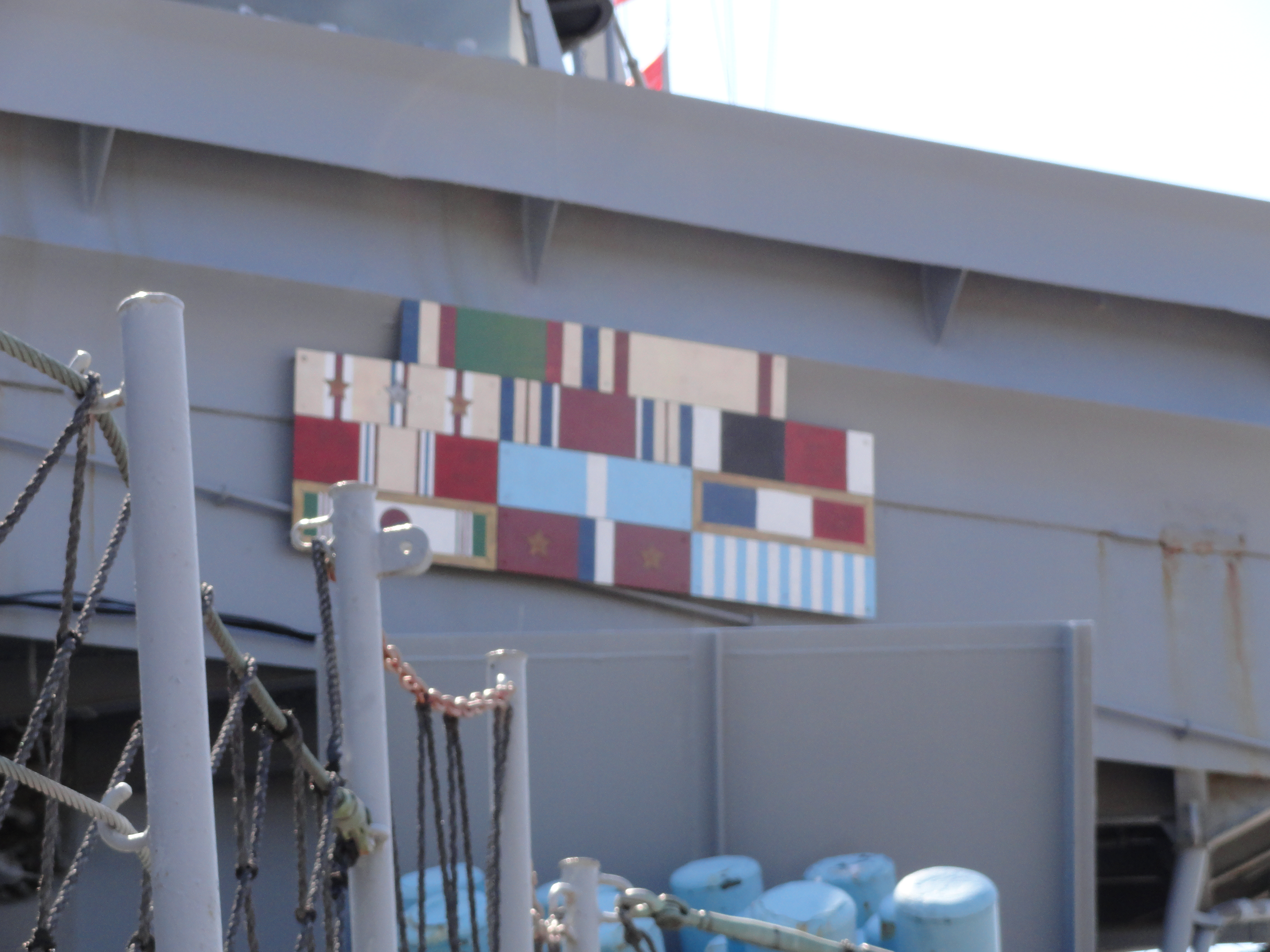
「カッシン・ヤング」に掲げられている略綬。

「カッシン・ヤング」は第二次世界大戦の戦功で4個の従軍星章を受章し、さらに1945年の沖縄戦における功績で海軍殊勲部隊章を受章した。また、以下の勲章を与えられた。
- アジア・太平洋戦役勲章（英語版） … 星章7個付き
- 第二次世界大戦戦勝記念章
- 海軍占領軍務勲章（英語版）・・・「アジア」略章付き
- 中国軍務勲章（英語版）
- 国土防衛従軍章
- 朝鮮軍務勲章（英語版）
- フィリピン殊勲部隊章（英語版）
- 大韓民国殊勲部隊章（英語版）
- フィリピン解放勲章（英語版）
- 国際連合従軍勲章（英語版）
- 朝鮮戦争従軍勲章（英語版）